# 에타나
에타나는 고대 도시 키시의 전설적인 수메르 왕으로 수메르 왕 목록에 따르면 대홍수 다음으로 치세한 왕중의 한 사람이다. 그는 키시의 왕으로 마쉬다의 왕자 아르위움의 계승자로 목록화되었다. 
그들은 에타나를 목자로 부르는데 그는 하늘에 올라 다른 나라를 병합하였다.
에타나는 절망적으로 아이를 갖게 되었는데 하루는 그가 독수리의 굶주림을 모면시키고 독수리는 다시 그를 하늘로 데려가 탄생의 식물을 찾았다. 이것이 그의 왕자 발리의 탄생으로 이어졌다. 그는 발리에 의해 계승되었다. 

## 같이 보기
- 메소포타미아 신화
- 아라타